# McDonald's
McDonald's je američka tvrtka prehrambene industrije i svjetski lanac restorana brze hrane (fast food).

## Osnovno
McDonald's prvenstveno prodaje hamburgere, cheeseburgere, proizvode od piletine, pržene krumpiriće, bezalkoholna gazirana pića (Coca-Cola, Sprite), frape pića i deserte. Nedavno, počeo je nuditi salate, savijače, tj. inačicu burrita koja uključuje tradicionalno punjenje za sendvič omotano u mekanu tortillu i voće. Mnogi McDonald's restorani uključuju igralište za djecu i reklamiranje upućeno djeci, a neki su preuređeni u “više prirodnijem” stilu, s posebnim naglaskom na udobnost: uvodeći mjesta za opuštanje (lounge areas) i kamine, i uklanjanjem stolaca i stolova s tvrdom plastikom.
Uz svoj lanac restorana, Korporacija McDonald’s drži manjinski udio u Pret A Mangeru, trgovac sendviča na malo baziran na tržište Velike Britanije, posjedovao je Chipotle Mexican Grill do 2006. i lanac restorana Boston Market do 2007. Organizacija je također proširila McDonald's meni posljednjih desetljeća kako bi uključila alternativne opcije obroka, kao na primjer salate i smotane zalogaje (snack wraps), kako bi se prilagodio rastućem interesu potrošača za zdravlje i wellness. 
Svaki McDonald's restoran rukovođen je putem franšize, pripojenja, ili same korporacije. Korporacijski prihodi dolaze od najma, taksi i naknada plaćenih od franšiza, kao i od prodaja ostvarenih od organizacijski rukovođenih restorana. McDonald'sovi prihodi su narasli 27 % kroz 3 godine završavajući s 2007. godinom s 22,8 milijardi američkih dolara, i 9 % rasta kod poslovnih prihoda završavajući s 3,9 milijardi američkih dolara. 

## Proizvodi
Sendviči:
- Big Mac - vrsta hamburgera koji se može kupiti od 1958. godine, a koji je, navodno, bio nadahnut sličnim dvostrukim hamburgerom, koji se prodaje u lancu restorana Big Boy od 1936. godine.  Big Mac se sastoji od dva goveđa odreska, posebnog umaka, koji je inačica popularnog Thousand Isladns dressinga, salate, sira, kiselih krastavaca i luka u pecivu sa sezamom.
U ekonomiji se primjenjuje tzv. "Big Mac indeks", gdje se prema cijeni Big Maca određuje je li valuta podcijenjena ili precijenjena u odnosu na američki dolar. Ovaj je indeks popularan kod ekonomista jer su svi sastojci za Big Mac jednaki u svakoj zemlji, a razlika u cijeni indikator je konkurentnosti ekonomije prema američkoj.
- Royal Cheese
- McCountry
- Dupli Cheeseburger
- McToast
- Cheeseburger
- Hamburger
- McRib

Pileći proizvodi:
- McChicken
- Chicken McNuggets - pileći medaljoni, u ponudi od 1980. godine. Chicken McNugget je mali komad mljevenog pileća mesa pržen u dubokom ulju.
- Wings

Riblji proizvodi:
- Filet-o-Fish

Krumpiri:
- Pommes Frites
- Wedges

Salate
- Pileća Premium salata
- Grčka salata
- Vrtna salata
- Miješana salata

Topli napitci:
- Čaj (više vrsta)
- Kakao napitak

Kava:
- McEspresso
- Cappuccino
- Crna kava
- Kava s mlijekom
- Café Latte

Deserti:
- Sladoledna torta
- Krafna
- Pita od jabuka
- McSundae sladoled
- McFlurry
- Kornet
- Shake
- Cool pita (pita sa sladoledom)

## Zemlje
- Argentina
- Australija
- Azerbajdžan
- Bahami
- Bahrein
- Bangladeš
- Belgija
- Bocvana
- Brazil
- Bugarska
- Kanada
- Čile
- NR Kina
- Kolumbija
- Kostarika
- Hrvatska
- Kuba
- Kajmanski Otoci
- Cipar
- Češka
- Danska
- Dominika
- Dominikanska Republika
- Ekvador
- Egipat
- Salvador
- Estonija
- Fidži
- Finska
- Francuska
- Gruzija
- Njemačka
- Grčka
- Gibraltar
- Gvatemala
- Gvajana
- Honduras
- Hong Kong
- Mađarska
- Island
- Italija
- Indija
- Indonezija
- Irska
- Izrael
- Japan
- Jordan
- Kuvajt
- Latvija
- Libanon
- Litva
- Luksemburg
- Makao
- Sjeverna Makedonija
- Malezija
- Malta
- Mauricijus
- Meksiko
- Moldavija
- Maroko
- Nizozemska
  -  Aruba
- Novi Zeland
- Nikaragva
- Norveška
- Oman
- Pakistan
- Panama
- Peru
- Paragvaj
- Filipini
- Poljska
- Portugal
- Katar
- Rumunjska
- Samoa
- Sveta Lucija
- Saudijska Arabija
- Srbija
- Singapur
- Slovačka
- Slovenija
- JAR
- Južna Koreja
- Španjolska
- Šri Lanka
- Švedska
- Švicarska
- Sirija
- Republika Kina
- Tajland
- Turska
- Ukrajina
- Ujedinjeni Arapski Emirati
- Ujedinjeno Kraljevstvo
- SAD
  -  Američka Samoa
  -  Portoriko
  -  Guam
  -  Američki Djevičanski Otoci
- Urugvaj
- Venezuela
- Jemen
- Zimbabve

Jedine zemlje u Europi koje nemaju i nikada nisu imale McDonald's-ove restorane su Albanija i Vatikan.

## McDonald's u Hrvatskoj
Prvi McDonald's restoran u Hrvatskoj otvorio se 2. veljače 1996. u Zagrebu, u Jurišićevoj ulici. Do 2025. McDonald's ima 47 restorana diljem Hrvatske.

### Povijest
- 1994. – osnovano preduzeće McDonald’s Hrvatska d.o.o. kao podružnica podružnica McDonald’s CE GMBH.
- 1995. – osnovan središnji ured u Zagrebu
- 1996.
  - 2. veljače – Prvi McDonald's restoran u Hrvatskoj u Zagrebu.
- 1997.
  - promjena vlasnika preduzeća McDonald’s Restaurant Operations Inc, Wilmington, Delaware, SAD.
  - 4. travnja – prvi McDonald's restoran u Rijeci[4]
- 1998.
  - prvi McDonald's restoran u Splitu
  - 30. travnja – prvi McDonald's restoran u Osijeku[5]
  - 4. kolovoza – prvi McDonald's restoran u Karlovcu[6]
  - 18. prosinca –prvi McDonald's restoran u Velikoj Gorici[7]
- 1999.
  - prvi McDonald's restorani u Varaždinu
  - 19. lipnja – prvi McDonald's restorani u Puli[8]
- 2009., 2. srpnja – prvi McCafe restoran u Zagrebu[9]
- 2010.
  - preduzeće Globalna hrana d.o.o. preuzima McDonald's franšizu u Hrvatskoj[10]
  - 11. svibnja – kreirana McDonald's službena facebook stranica za Hrvatsku
  - 18. kolovoza – prvi McDonald's restoran u Šibeniku
- 2011.
  - veljača – u sklopu 15. godišnjice u Hrvatskoj predstavljena je McMember card – kartica, koja gostima osigurava brojne pogodnosti.[11]
  - 29. rujna – prvi McDonald's restoran u Sisku[12]
- 2012.
  - 14. srpnja – prvi McDrive restoran na odmorištu Vrata Jadrana, Rijeka
  - 27. prosinca – prvi McCafe u Splitu
- 2015.
  - 18. svibnja – kreirana McDonald's službena instagram stranica za Hrvatsku
  - 3. prosinca – prvi McDonald's restoran u Zadru[13]
  - 17. prosinca – prvi McDonald's „made for you“ restoran otvoren u Zagrebu[14]
- 2017.
  - 15. rujna – prvi McDonald's restoran u Slavonskom Brodu[15]
- 2019.
  - 2. srpnja – McDonald's uveo uslugu "McDelivery" (dostavu)[16]
  - 16. prosinca – prvi McDonald's restoran u Poreču[17]
- 2020.
  - 20. lipnja – prvi McDonald's restoran na autocesti A1, odmorište Vukova Gorica[18]
- 2021.
  - 3. siječnja – prvi McDonald's restoran u Bjelovaru[19]
  - 25. lipnja – prvi McDonald's restoran u Rovinju[20]
  - 14. listopada – zatvoren prvi restoran u Puli[21]
- 2022.
  - 8. srpnja – prvi McDonald's restoran u Koprivnici[22]
  - 30. prosinca – prvi McDonald's restoran na autocesti A3, odmorište Ježevo[23]
- 2023.
  - 11. srpnja – McDonald's restoran na Autocesti A1, odmaralište Desinec[24]
  - 12. kolovoza – prva dva McDonald's restoran na Autocesti A4, odmorište Sesvete[25]
  - 28. prosinca – prvi McDonald's restoran na Autocesti A3, odmorište Dragalić[26]
- 2024.
  - 23. prosinca – prvi McDonal's restoran na Kukuljanovu[27]

## Vanjske poveznice
NYSE: MCD
- McDonald's (engl.)
- McDonald's Hrvatska  Arhivirana inačica izvorne stranice od 9. svibnja 2022. (Wayback Machine) (hrv.)
- Video: njemački kulinarski kritičar Jürgen Dollase degustira hamburger iz McDonald'sa, dio 1., Frankfurter Allgemeine Zeitung, 18. prosinca 2008., 3:50 min. i dio 2., 4:23 min.(njem.)